# Мін'єдейппа
Мін'єдейппа (бірм. မင်းရဲဒိဗ္; 1608 — 25 листопада 1629) — 7-й володар імперії Таунгу з 9 липня 1628 до 19 серпня 1629 року.

## Життєпис
Син Анаукпетлун, володаря імперії Таунгу. Народився 1608 року. З 1615 року супроводжував батька у походах. 1628 року Мін'єдейппа вбив власним батька, оскільки побоювався, що було викрито його інтимний зв'язок з однією з батьківських наложниць. Втім сучасні дослідники припускають, що принца використала група північної бірманської знаті, що виступала проти продовження загарбницької політики, яка попереднім володарям не принесла користі, а навпаки призвела до іноземного вторгнення.
Втім доволі швидко втратив будь-яку владу за межами столиці. В центрі та на півночі панували його стрийки Тхалун, віцекороль П'ї, і Мін'ї Чавсва III, віцекороль Таунгу. На початку 1629 року Тхалун рушив на Пегу. На допомогу Мін'єдейппі рушило військо, відправлене Тхірі Тхудгаммою, володарем М'яу-У, але воно зазнало поразки. У серпні Мін'єдейппу було повалено власною гвардією й відправлено до стрийка. Той звернувся до Тхалуна з проханням стати ченцем, але отримав відмову. Його було страчено в листопаді 1629 року. Тхалун став новим володарем імперії.